# Jorba (kommunhuvudort)
Jorba är en kommunhuvudort i Spanien.   Den ligger i provinsen Província de Barcelona och regionen Katalonien, i den östra delen av landet, 500 km öster om huvudstaden Madrid. Jorba ligger 401 meter över havet och antalet invånare är 665.
Terrängen runt Jorba är huvudsakligen lite kuperad. Jorba ligger nere i en dal. Runt Jorba är det tätbefolkat, med 286 invånare per kvadratkilometer. Närmaste större samhälle är Igualada, 6,2 km öster om Jorba. Trakten runt Jorba består till största delen av jordbruksmark.